# Hiroki Akino
Hiroki Akino (født 8. oktober 1994) er en japansk fodboldspiller, som spiller for den japanske fodboldklub Shonan Bellmare.